# Петров Едуард Вікторович
Едуард Вікторович Петров (16 квітня 1974, Москва, РРФСР, СРСР) — російський телевізійний журналіст, телеведучий, заступник директора — начальник служби випуску правових програм ДІП «Вести» Об'єднаної дирекції інформаційних програм ВДТРК . Найбільшу популярність здобув як автор і ведучий телевізійної передачі «Чесний детектив» на телеканалі «Росія» і прощальна фраза: висновки робити тільки вам.

## Біографія
Народився 16 квітня 1974 року в Москві.
Навчався на факультеті журналістики МДУ .
Роботу в ЗМІ почав як кореспондент на радіостанції «Авторадіо». Першим редакційним завданням став виїзд на подія на Дмитрівському шосе, де загорівся тролейбус . На телебаченні почав свою діяльність в 1993 році у Льва Новожёнова  як кримінальний кореспондент телевізійної програми «Веремчук»   (виробництво АТВ , канал-мовник — НТВ).
У 1997 році почав працювати кримінальним кореспондентом в програмі «Сегоднячко» на каналі НТВ . З весни 2000 року працював кореспондентом Служби інформації НТВ  — в програмах «Сьогодні» , «Професія — репортер»  і «Підсумки» . Також працював в гарячих точках .
У січні 2001 року , незадовго до зміни власника у НТВ і подій 14 квітня 2001 року, перейшов працювати на телеканал «Росія» (РТР). З 2001 року — спеціальний кореспондент Дирекції інформаційних програм телеканалу «Росія», працював в програмах «Вести»  і «Вести недели» .
З лютого 2003 по червень 2016 року — автор і ведучий публіцистичної програми «Чесний детектив» на каналі «Росія» . Ця програма відрізнялася від схожих насамперед тим, що злочини в ній розслідувалися за схемами роботи слідчої групи .
З 2007 року — також керівник правової телепрограми «Вести. Чергова частина» .
З жовтня 2016 року — автор і ведучий документального циклу під загальною назвою «Розслідування Едуарда Петрова» на каналі «Росія-24» .

## Нагороди і премії
- Премія ФСБ Росії (номінація «Телевізійні та радіопрограми», 2006) — за документальний фільм «Подвійний агент».
- Лауреат конкурсу «ЗМІ проти злочинності, тероризму та корупції» (2006), який проводився за підтримки Комітету Ради Федерації з оборони та безпеки, Комітету з правових і судових питань, а також прес-служби Ради Федерації [20] [18].
- Нагорода Московського міського суду (2012) — як журналіст ЗМІ, що висвітлює діяльність судів [21].
- Орден Дружби (12 травня 2016) — за великі заслуги в розвитку телебачення і радіомовлення, багаторічну плідну діяльність [22].

## Громадська діяльність
Входить до складу Громадської ради при Слідчому комітеті Російської Федерації та Громадської ради при ФСВП Росії  .

## Особисте життя
Одружений. Дружина (з 2001 року) — Тетяна Ігорівна Петрова (до шлюбу Забабахіна) (нар. 1978), внучка вченого Євгена Забабахіна, випускниця факультету журналістики МГУ 2000 року, ведуча телевізійної програми «Вести. Чергова частина». Познайомилася з Едуардом, будучи кореспонденткою програми «Веремчук». Має сина Микиту (р. 2005).